# Willa Hansa Piontka w Raciborzu
Willa Hansa Piontka – dawna reprezentacyjna willa starosty prowincji górnośląskiej Hansa Piontka wybudowana w latach 1910–1920.

## Historia
Willę reprezentacyjną wybudowano w latach 1910–1920 dla Hansa Piontka, późniejszego starosty prowincji górnośląskiej. W 1934 roku willę przejął jako służbową siedzibę nadburmistrz Raciborza Max Burda. Obecnie w budynku znajduje się Miejska i Powiatowa Biblioteka Publiczna im. Ryszarda Kincla.

## Architektura
Willę wybudowano w stylu secesyjnym. Posiada dwa piętra oraz użytkowe poddasze nakryte mansardowym dachem. Widoczne zachowane liczne ozdobne detale architektoniczne, ryzality i tarasy. Budynek otoczony jest pierwotnym ogrodzeniem.